# Pulupandan
Pulupandan é um município de  terceira classe de renda municipal (d) na província Negros Ocidental, nas Filipinas. De acordo com o censo de 1 de maio  de  2020 possui uma população de 30 117 pessoas e 7 701 domicílios.